# 북위 5도
북위 5도는 적도에서 북쪽으로 5도 떨어진 위선이다. 아프리카, 아시아, 태평양, 남아메리카, 대서양을 지난다.

## 지나가는 지역
본초 자오선에서 시작해서 동쪽 방향으로, 북위 5도선은 다음 지역을 지난다.
| 좌표                                                  | 나라, 지역, 해역    | 주석 |
| ----------------------------------------------------- | ------------------- | --- |
| 북위 5° 0′ 동경 0° 0′  / 북위 5.000° 동경 0.000°      | 대서양              | 베냉만 |
| 북위 5° 0′ 동경 5° 26′  / 북위 5.000° 동경 5.433°     | 나이지리아          | |
| 북위 5° 0′ 동경 8° 41′  / 북위 5.000° 동경 8.683°     | 카메룬              | |
| 북위 5° 0′ 동경 14° 41′  / 북위 5.000° 동경 14.683°   | 중앙아프리카 공화국 | |
| 북위 5° 0′ 동경 19° 14′  / 북위 5.000° 동경 19.233°   | 콩고 민주 공화국    | |
| 북위 5° 0′ 동경 19° 53′  / 북위 5.000° 동경 19.883°   | 중앙아프리카 공화국 | |
| 북위 5° 0′ 동경 24° 18′  / 북위 5.000° 동경 24.300°   | 콩고 민주 공화국    | |
| 북위 5° 0′ 동경 24° 38′  / 북위 5.000° 동경 24.633°   | 중앙아프리카 공화국 | |
| 북위 5° 0′ 동경 25° 8′  / 북위 5.000° 동경 25.133°    | 콩고 민주 공화국    | |
| 북위 5° 0′ 동경 27° 29′  / 북위 5.000° 동경 27.483°   | 남수단              | |
| 북위 5° 0′ 동경 35° 49′  / 북위 5.000° 동경 35.817°   | 에티오피아          | |
| 북위 5° 0′ 동경 45° 3′  / 북위 5.000° 동경 45.050°    | 소말리아            | |
| 북위 5° 0′ 동경 48° 16′  / 북위 5.000° 동경 48.267°   | 인도양              | 몰디브 남 말로스마둘루 환초와 호스버그 환초 사이를 통과함 몰디브 카시두섬 바로 북쪽을 지나감 |
| 북위 5° 0′ 동경 95° 21′  / 북위 5.000° 동경 95.350°   | 인도네시아          | 수마트라섬 |
| 북위 5° 0′ 동경 97° 44′  / 북위 5.000° 동경 97.733°   | 믈라카 해협         | |
| 북위 5° 0′ 동경 100° 24′  / 북위 5.000° 동경 100.400° | 말레이시아          | 말라카 해협 |
| 북위 5° 0′ 동경 103° 19′  / 북위 5.000° 동경 103.317° | 남중국해            | |
| 북위 5° 0′ 동경 114° 55′  / 북위 5.000° 동경 114.917° | 브루나이            | 보르네오섬 |
| 북위 5° 0′ 동경 115° 7′  / 북위 5.000° 동경 115.117°  | 브루나이만          | |
| 북위 5° 0′ 동경 115° 27′  / 북위 5.000° 동경 115.450° | 말레이시아          | 보르네오섬 사바주 |
| 북위 5° 0′ 동경 118° 52′  / 북위 5.000° 동경 118.867° | 술라웨시해          | 필리핀 시부투 제도 바로 북쪽을 지나감 필리핀 봉가오섬과 사무눌섬 사이를 통과함 |
| 북위 5° 0′ 동경 120° 0′  / 북위 5.000° 동경 120.000°  | 필리핀              | 빌라탄 |
| 북위 5° 0′ 동경 120° 1′  / 북위 5.000° 동경 120.017°  | 술라웨시해          | 필리핀 만타부안주 바나란 제도 바로 남쪽을 지나감 |
| 북위 5° 0′ 동경 125° 23′  / 북위 5.000° 동경 125.383° | 태평양              | 팔라우의 풀로아나섬과 손소롤섬 사이를 통과함 미크로네시아 연방 코스라에 주 사타완 환초 바로 남쪽을 지나감 마셜 제도 에본 환초와 나모리크 환초 사이를 통과함 키리바시 테라이나섬 바로 북쪽을 지나감 코스타리카 코코섬 바로 남쪽을 지나감 |
| 북위 5° 0′ 서경 77° 22′  / 북위 5.000° 서경 77.367°   | 콜롬비아            | |
| 북위 5° 0′ 서경 67° 48′  / 북위 5.000° 서경 67.800°   | 베네수엘라          | |
| 북위 5° 0′ 서경 60° 35′  / 북위 5.000° 서경 60.583°   | 브라질              | 호라이마주 |
| 북위 5° 0′ 서경 59° 59′  / 북위 5.000° 서경 59.983°   | 영토 분쟁 지역      | 가이아나가 실효적 지배하고 베네수엘라가 영유권을 주장하는 지역 |
| 북위 5° 0′ 서경 58° 50′  / 북위 5.000° 서경 58.833°   | 가이아나            | |
| 북위 5° 0′ 서경 57° 42′  / 북위 5.000° 서경 57.700°   | 수리남              | 약 7km |
| 북위 5° 0′ 서경 57° 38′  / 북위 5.000° 서경 57.633°   | 가이아나            | 약 6km |
| 북위 5° 0′ 서경 57° 34′  / 북위 5.000° 서경 57.567°   | 수리남              | 약 8km |
| 북위 5° 0′ 서경 57° 30′  / 북위 5.000° 서경 57.500°   | 가이아나            | 약 12km |
| 북위 5° 0′ 서경 57° 24′  / 북위 5.000° 서경 57.400°   | 수리남              | |
| 북위 5° 0′ 서경 54° 26′  / 북위 5.000° 서경 54.433°   | 프랑스              | 프랑스령 기아나 |
| 북위 5° 0′ 서경 52° 25′  / 북위 5.000° 서경 52.417°   | 대서양              | |
| 북위 5° 0′ 서경 9° 2′  / 북위 5.000° 서경 9.033°      | 라이베리아          | |
| 북위 5° 0′ 서경 7° 32′  / 북위 5.000° 서경 7.533°     | 코트디부아르        | |
| 북위 5° 0′ 서경 5° 56′  / 북위 5.000° 서경 5.933°     | 대서양              | 기니만 |
| 북위 5° 0′ 서경 2° 40′  / 북위 5.000° 서경 2.667°     | 가나                | |
| 북위 5° 0′ 서경 1° 38′  / 북위 5.000° 서경 1.633°     | 대서양              | 베냉만 |

## 같이 보기
- 북위 4도
- 북위 6도